# Církev živého Boha
Církev živého Boha je česká protestantská denominace neocharismatického typu, je součástí hnutí víry; její zřízení je kongregační. Státem je od roku 2007 registrovaná v rejstříku církví Ministerstva kultury.
Tato církev má rysy probuzeneckého hnutí a letniční spirituality, projevuje se zde mluvení jazyky (glosolálie), proroctví, uzdravování a další duchovní dary.
Církev vznikla roku 2006 spojením několika do té doby nezávislých sborů. V současné době působí v Českých Budějovicích, Frýdku-Místku, Hořovicích, Hradci Králové, Příbrami a Teplicích. Má rovněž misijní stanice v Blatné, Jablunkově, Krnově, Krupce, Ostravě a v Praze.

## Vyznání víry
1. Věříme, že Bible je Boží slovo inspirované Duchem Svatým.
2. Věříme, že je jeden Bůh, věčně existující ve třech sobě rovnocenných osobách: Otec, Syn a Duch Svatý.
3. Věříme, že člověk byl stvořen se svobodnou vůlí, k Božímu obrazu. Poté byl pokoušen satanem, selhal, a proto jsou všichni lidé hříšní - duchovně mrtví.
4. Věříme v Božího syna Ježíše Krista, v Jeho neposkvrněné narození, bezhříšný život a zázraky. Věříme, že trpěl, prolil svou krev a zemřel na kříži. Třetí den vstal z mrtvých, vystoupil na nebe a je po pravici Otce, kde se přimlouvá za nás.
5. Věříme v jedinou záchranu z duchovní smrti, nemoci a chudoby, která nám je dostupná pouze skrze víru v Ježíšovu zástupnou oběť na kříži. Vyznáním víry v Ježíše Krista se znovuzrodíme, jsou nám odpuštěny hříchy, stáváme se spravedlivými a získáváme věčný život.
6. Věříme v osobní vztah s milujícím Bohem, ve vítězství a autoritu nad ďáblem, hříchem, nemocemi, démony a chudobou. Život ve vítězství je podmíněn proměnou naší mysli Božím slovem.
7. Věříme, že Církev je tělo Kristovo, které tvoří ti, kdo se znovu narodili a byli pokřtěni ve vodě.
8. Věříme v křest v Duchu Svatém, který je potvrzen mluvením v nových jazycích. Věříme, že k růstu a budování těla Kristova jsou dostupné i dnes všechny dary Ducha Svatého.
9. Věříme v duchovní jednotu věřících v našem Pánu, Ježíši Kristu.
10. Věříme, že Kristus založil Církev, aby šla do celého světa a hlásala evangelium každému člověku, křtila a učila toho, kdo uvěří.
11. Věříme v duchovní probuzení a ve vytržení Církve před Velkým soužením.
12. Věříme, že Kristův návrat je blízko a bude viditelný, osobní, plný moci a slávy.

## Postavení v Hnutí Víry
Podle jednoho z biskupů Víta Dana Kolingera nebylo Hnutí Víry v Čechách doposud objektivně prezentováno, bylo spojováno s něčím negativním či podivným, a proto má hodně lidí o učení Hnutí Víry zkreslenou představu. Dle jiného jeho vyjádření je tato církev "Hnutí Víry s lidskou tváří", uvádí zejména kvůli pověsti tohoto hnutí v souvislosti s necitlivou pastorací věřících.

## Věřící

Věková struktura Církve živého Boha v České republice roku 2011

| České Budějovice Hradec Králové Hořovice Příbram Teplice Ústí nad Labem Valašské Meziříčíwidth=350 sbory Církve živého Boha; (sídlo a název sboru není vždy totožný);(sbor Praha sídlí v Příbrami, sbor Frýdek-Místek sídlí ve Valašském Meziříčí) |